# J. Walter Ruben
Pour les articles homonymes, voir Ruben.

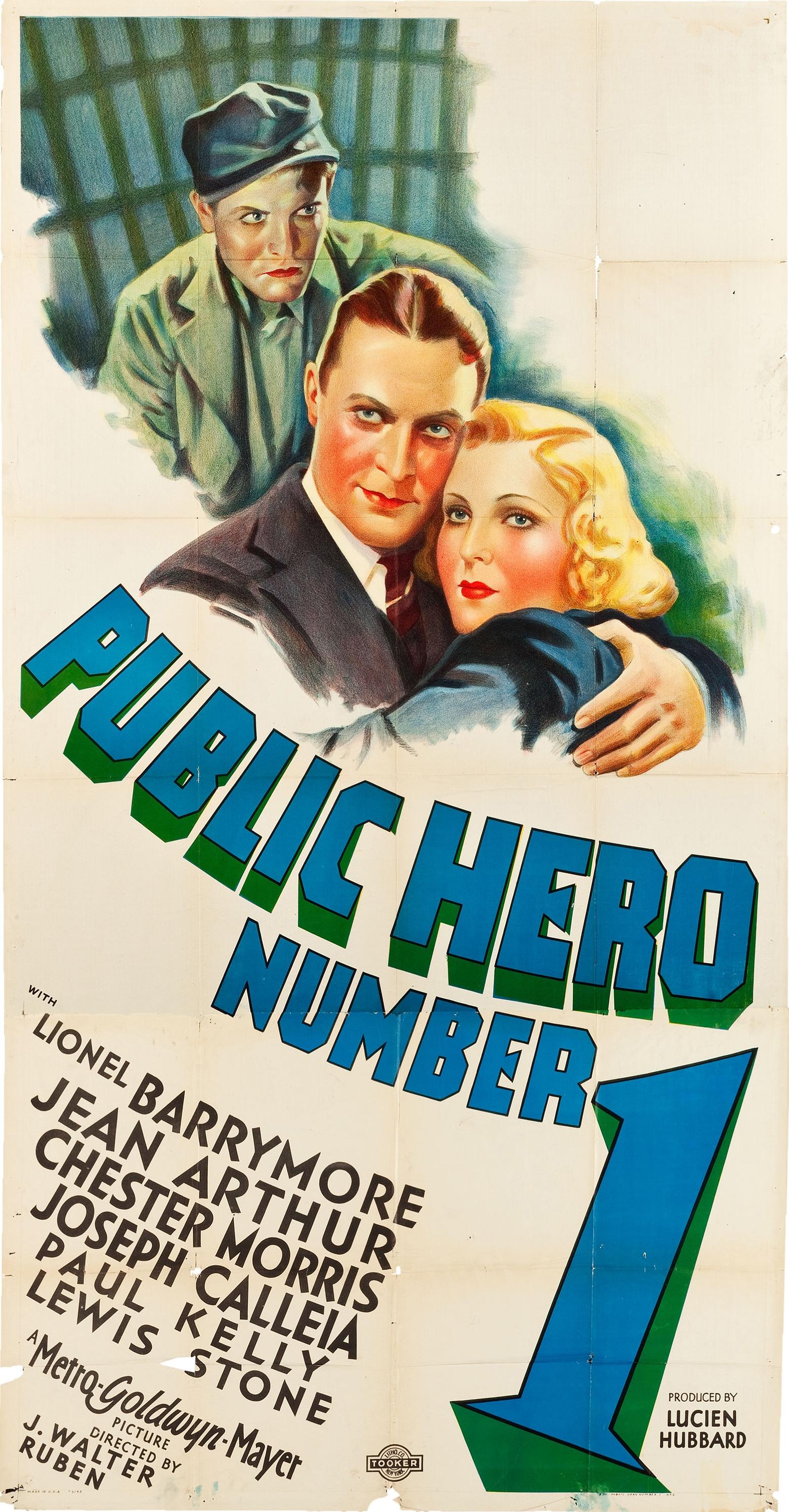
Les Hommes traqués (1935)

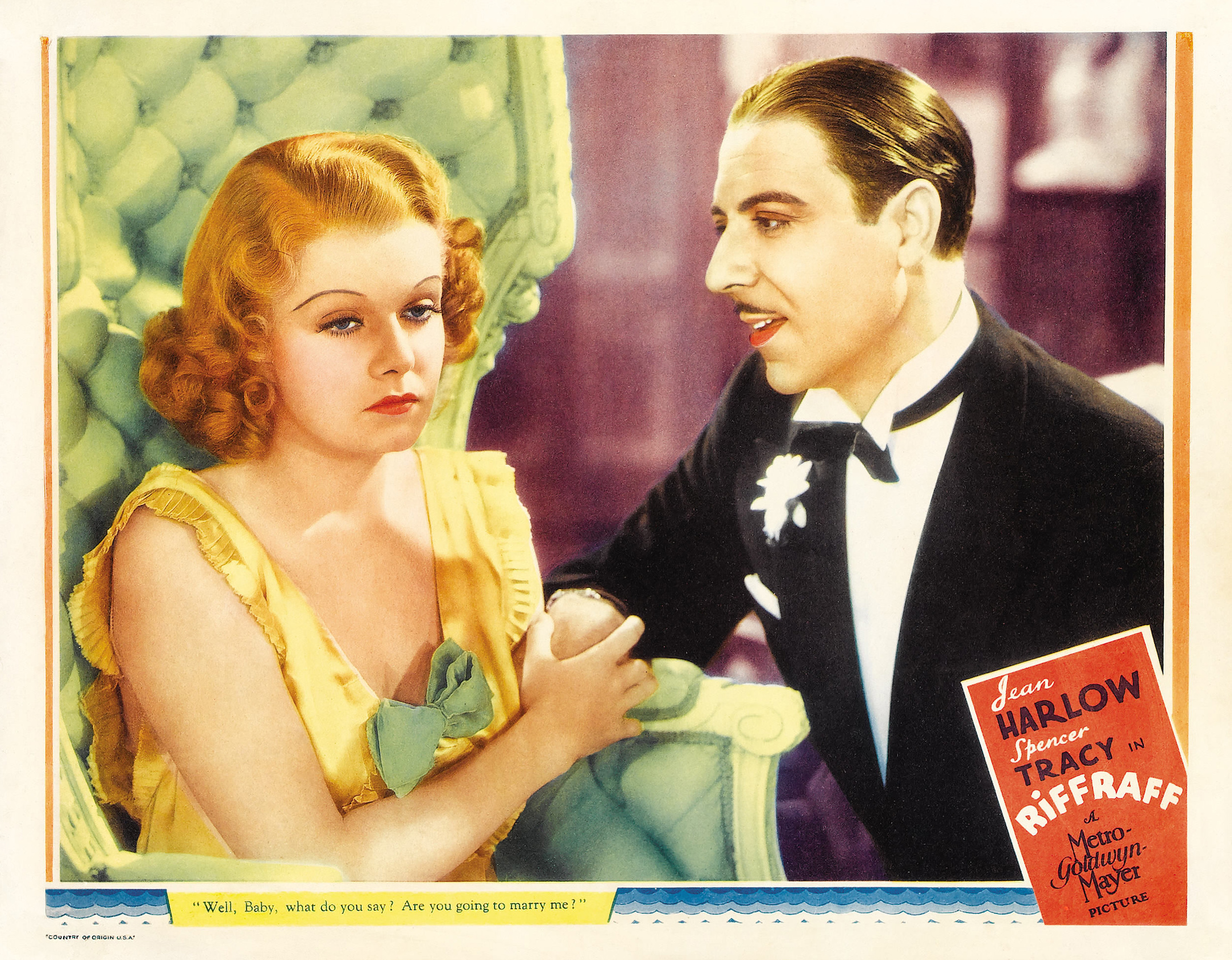
La Loi du plus fort (1936)

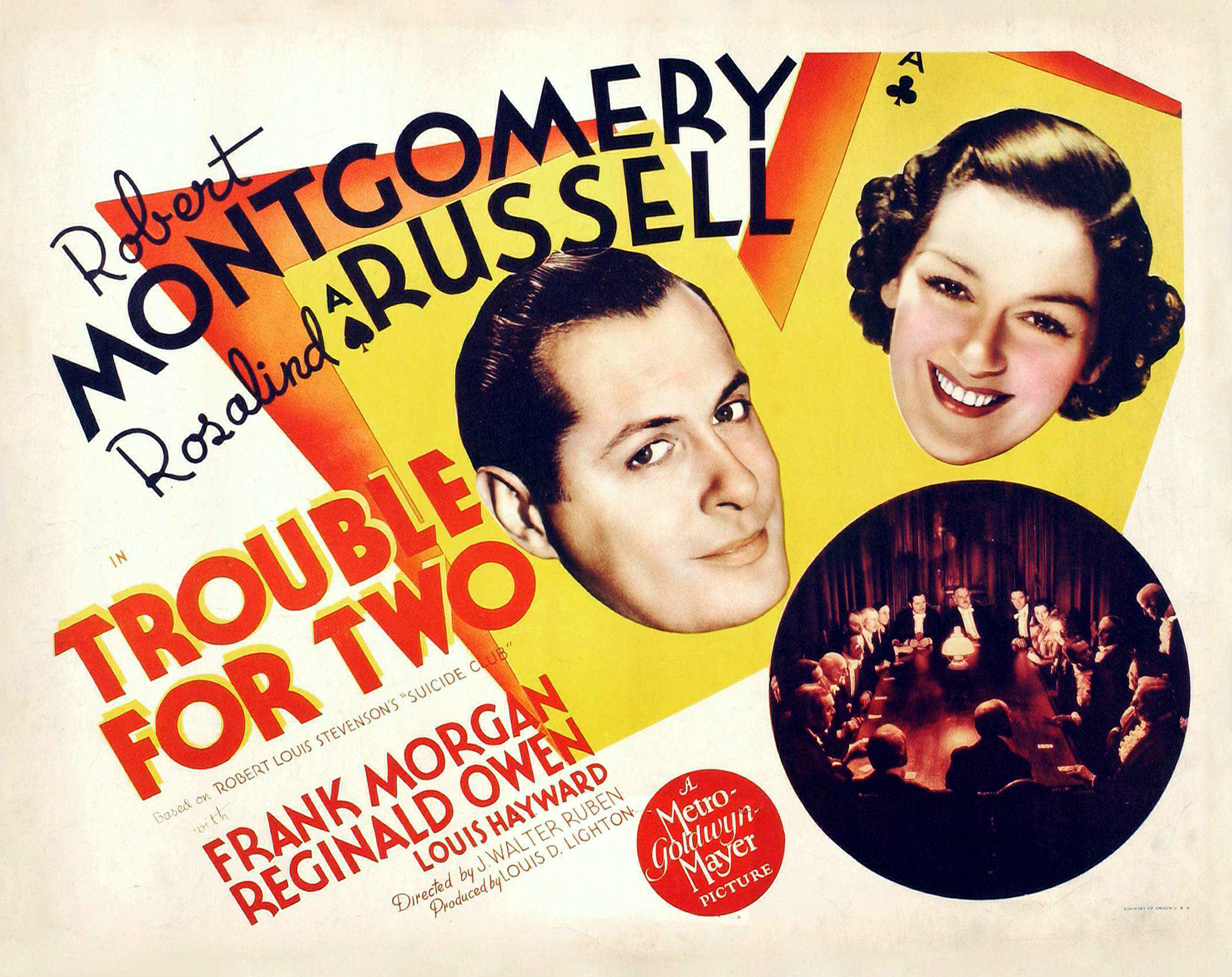
À vos ordres, Madame (1936)

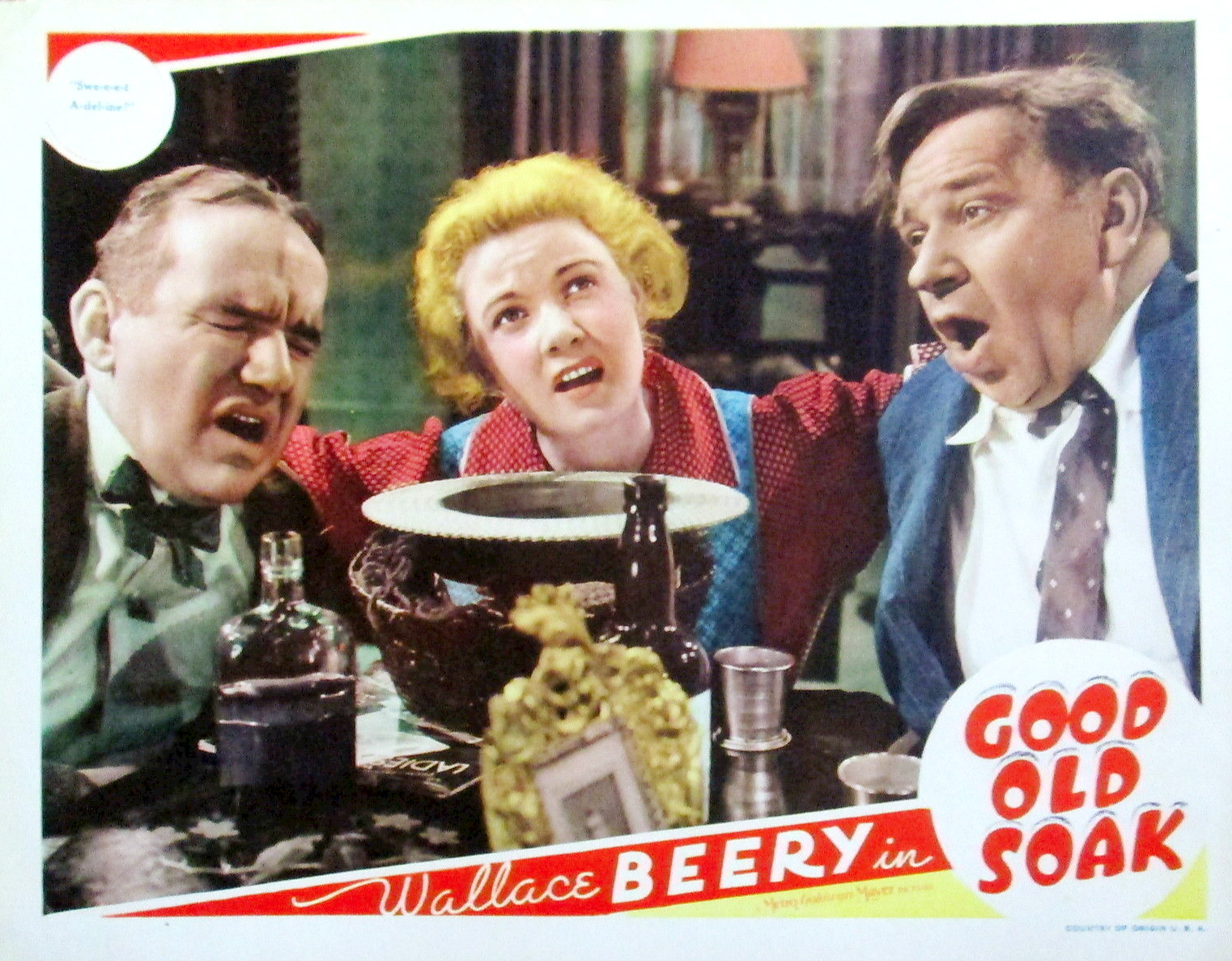
Un vieux gredin (1937)

J. Walter Ruben (1899-1942) est un réalisateur, scénariste et producteur de cinéma américain.

## Filmographie partielle

### Comme réalisateur
- 1931 : Secret Service (en)
- 1931 : The Public Defender
- 1932 : Le Fantôme de Crestwood (The Phantom of Crestwood)
- 1932 : The Roadhouse Murder (en)
- 1933 : Ace of Aces (en)
- 1933 : No Marriage Ties (en)
- 1933 : Le Fascinateur (The Great Jasper)
- 1933 : Sa femme (No Other Woman)
- 1934 : Java Head
- 1934 : L'Homme de deux mondes (en) (Man of Two Worlds)
- 1934 : Le Succès à tout prix (en) (Success at Any Price)
- 1934 : Douvres-Paris (en) (Where Sinners Meet)
- 1935 : Les Hommes traqués (Public Hero n°1)
- 1936 : La Loi du plus fort (Riffraff)
- 1936 : À vos ordres, Madame (Trouble for Two)
- 1936 : Old Hutch (en)
- 1937 : Arizona Bill (The Bad Man of Brimstone)
- 1937 : Un vieux gredin (The Good Old Soak)
- 1940 : Gold Rush Maisie, (non crédité)

### Comme scénariste
- 1928 : Avalanche de Otto Brower
- 1928 : Ce bon monsieur Hunter (Fools for Luck) de Charles Reisner
- 1928 : Quand la flotte atterrit (The Fleet's In)  de Malcolm St. Clair
- 1929 : Le Docteur Amour (The Love Doctor) de Melville W. Brown
- 1929 : Stairs of Sand de Otto Brower
- 1929 : L'Idylle de la radio (Jazz Heaven) de Melville W. Brown
- 1931 : High Stakes de Lowell Sherman
- 1931 : La Princesse amoureuse (The Royal Bed) de Lowell Sherman
- 1931 : Son gosse (Young Donovan's Kid) de Fred Niblo
- 1932 : L'Âme du ghetto (Symphony of Six Million) de Gregory La Cava
- 1932 : Le Fantôme de Crestwood (The Phantom of Crestwood), (coécrit avec Bartlett Cormack)
- 1941 : The Get-Away de Edward Buzzell (histoire)
- 1942 : L'escadre est au port (The Fleet's In) de Victor Schertzinger

### Comme producteur
- 1939 : Au service de la loi (Sergeant Madden), de Josef von Sternberg
- 1939 : Maisie, de Edwin L. Marin
- 1940 : L'Appel des ailes (Flight Command), de Frank Borzage
- 1940 : Congo Maisie, de H.C. Potter
- 1942 : Maisie Gets Her Man, de Roy Del Ruth
- 1942 : Her Cardboard Lover, de George Cukor
- 1942 : Tennessee Johnson, de William Dieterle